# 常灯明台
常燈明台（じょうとうみょうだい）は、東京都千代田区の靖国通り沿いにある塔である。

## 概要
1871年(明治4年)に招魂社(靖国神社)の灯籠として奉納されたもので、高台に設けられていたため東京湾の漁船の目印になったといわれる。建設当時の東京の人たちにとって、新しく出来た天皇の政府の力を見せつける、新江戸タワーだった。はじめは九段坂をのぼった右側にあったが、道路改修にあたり現在地に移した。小林清親の錦絵の画題にもなり、明治調をのこしている建造物として珍重されている。

## 建築様式
靖国神社の正面に常夜灯として明治4年（1871年）に建造された。高さは16.8m、上部は洋風、下部は和風の様式。西洋の文化を取り入れ始めた時代の象徴であり、靖国神社に祭られた霊のために建てられた建造物。

## 移転
靖国神社正面の常夜灯として明治4年（1871年）に九段坂沿いの角に建設されたが、道路の拡幅工事に伴い昭和5年（1930年）に現在地に移転した。